# Ensemble Schwerpunkt
Das Blechbläserquintett Ensemble Schwerpunkt wurde 2009 von fünf Studenten der Hochschule für Musik, Theater und Medien Hannover gegründet.

## Das Ensemble
Das Ensemble hatte sein Debüt-Konzert beim „LjudOLjud“ Festival in Stockholm. 
Es gewann den Felix-Mendelssohn-Bartholdy-Preis für Kammermusik des Preußischen Kulturbesitzes in Berlin sowie 2012 den ersten Preis beim Internationalen Jan-Koetsier-Wettbewerb in München. 2013 gewann Schwerpunkt zusammen mit dem Komponisten Eres Holz ein Stipendium der Berliner Kulturverwaltung für ein neues Werk.

## Mitglieder
- Cecilie Marie Schwagers (Horn)
- Janne Matias Jakobsson (Tuba)
- Matthew Brown (Trompete)
- Matthew Sadler (Trompete)
- Mikael Rudolfsson (Posaune)

Das Ensemble erweitert manchmal seine Besetzung und tritt mit Percussion, elektronischen Instrumenten oder Choreographie auf.

## Weblink
- Website des Ensembles